# Natalia Lashchenova
Natalia Lashchenova, née le 16 septembre 1973 à Jelgava (RSS de Lettonie), est une gymnaste artistique soviétique.

## Palmarès

### Jeux olympiques
- Séoul 1988
  -  médaille d'or au concours par équipes

### Championnats du monde
- Stuttgart 1989
  -  médaille d'or au concours par équipes
  -  médaille d'argent au concours général